# タンカ

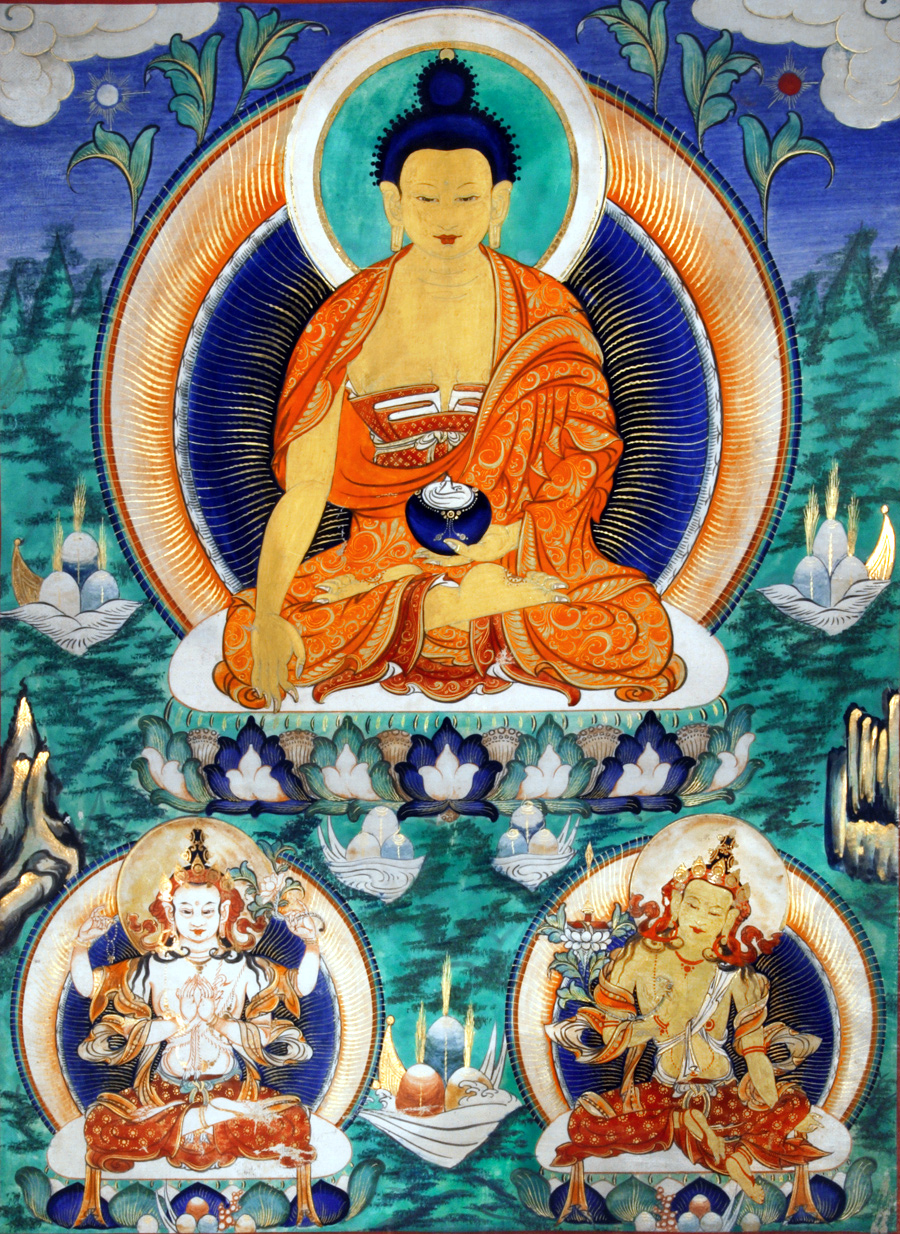
金を背景に19世紀モンゴルで描かれたタンカ。聖観音と文殊菩薩と共に描かれた釈迦の絵。

タンカ（チベット文字：ཐང་ཀ; ワイリー方式：thang ka, ネパール・バサ語: पौभा, ネパール語発音:[ˈtʰaːŋkaː], Thangka, Tangka, Thanka, Tanka）は、主にチベットで仏教に関する人物や曼荼羅などを題材にした掛軸。

## 概要
タンカはチベット仏教の仏画の掛軸の総称である:9。主にチベットで作られたものを指すが、チベット仏教を信仰するモンゴルや中国でも製作される。ネパールの掛軸は通常ポーバーと呼ばれるが、タンカと呼ばれることもある。初期のタンカは大きさ、形状、画題などが確立されていないが、時代が下るに従って形式が定まってきている。典型的なのは綿布を白土で塗りつぶして表面を平滑にし、顔料で絵を描き、絹の表装（下地）に縫い付けたものである。
タンカは元々、仏教の僧が村々を回って仏教教義や釈迦の伝記などを解説するために作られ、持ち運びが便利なように掛軸にされた。チベット絵画はタンカの他に、壁画や砂曼荼羅の形でも描かれる。
その作風は、8世紀から17世紀頃までは「ベンガル・ネパール方式」と「カシミール様式（グゲ様式）」に、18世紀以降は「中央アジア様式」と「中国・カム様式」に分けられ、ダライ・ラマ6世以降は中国の影響を大きく受けている:序説1。
タンカに限らず、14世紀よりも昔のチベット絵画はあまり残っていない。時代や戦乱で失われたものもあるが、重要なのは1966年から1978年までの文化大革命による破壊である。タンカは持ち運び可能なため、チベット動乱などの際に中国国外に持ち出されたため現在でもいくつかが残されているが、壁画の多くは文化大革命で破壊されてしまっている:123。砂曼荼羅は砂をちりばめて作った絵画で、作成と破壊の工程そのものに意味が込められており、昔のものが残ることは無い。

チベット絵画の主な形式
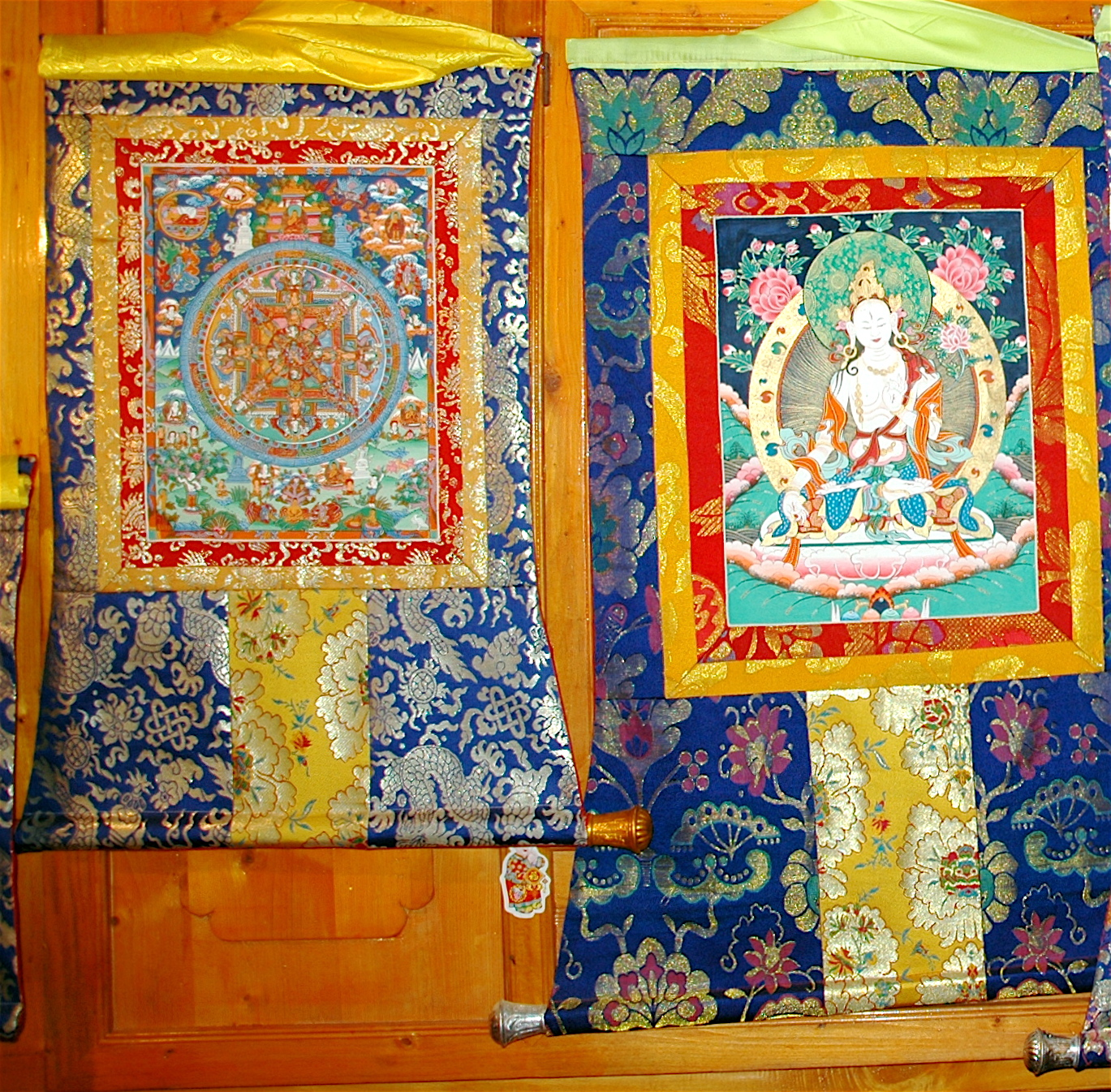
タンカ
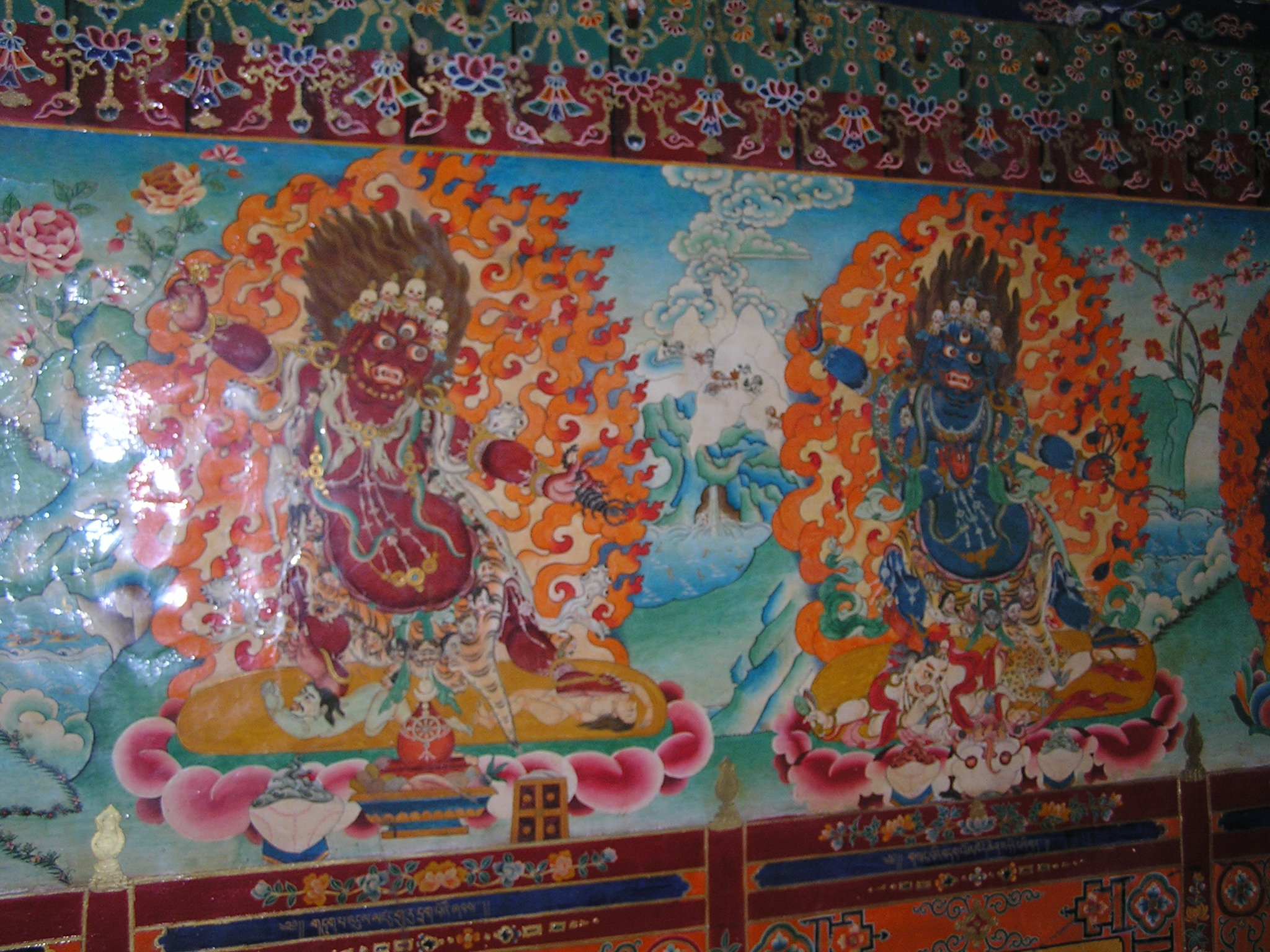
壁画
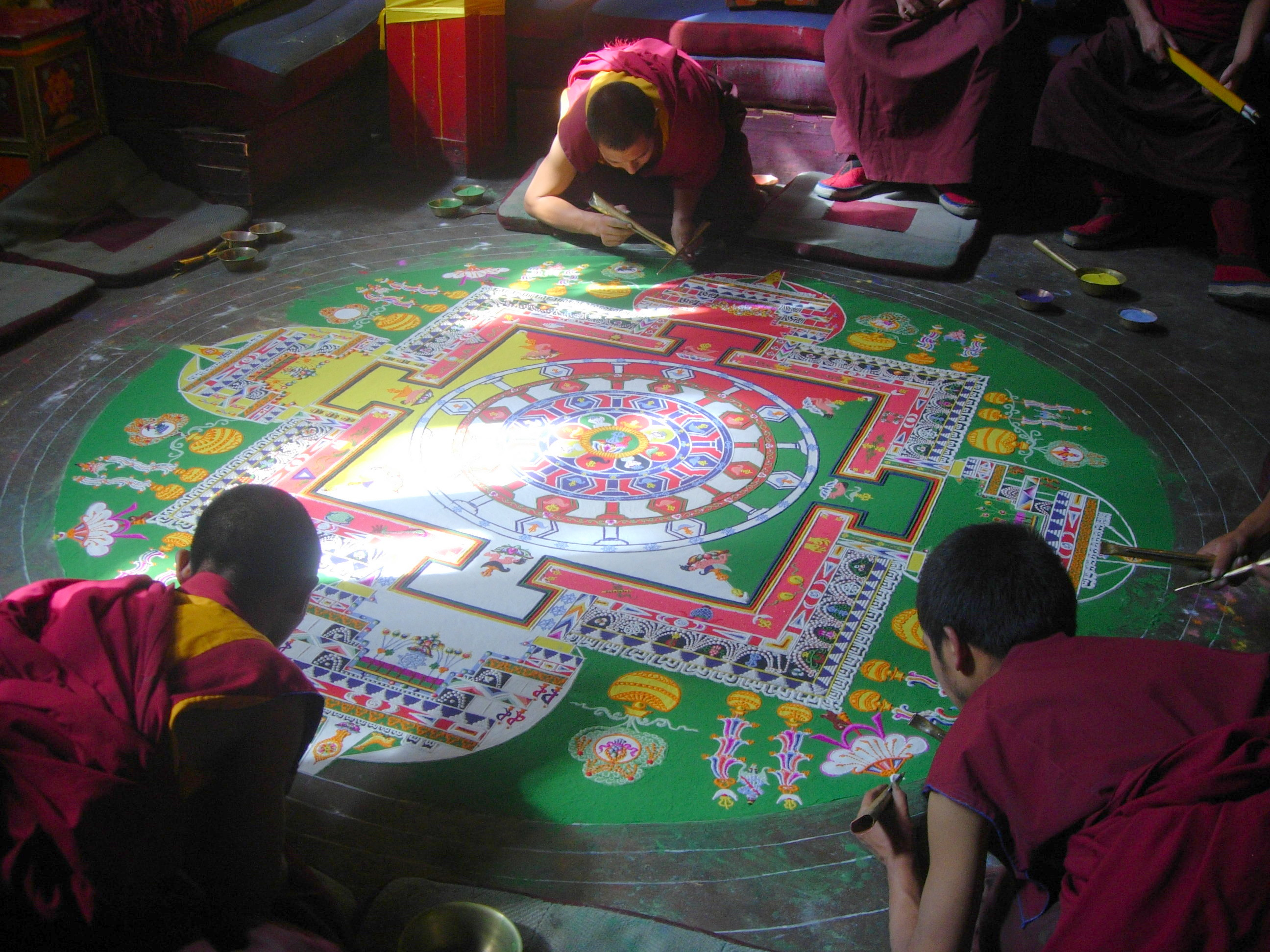
砂曼荼羅

## 基本構造と製法

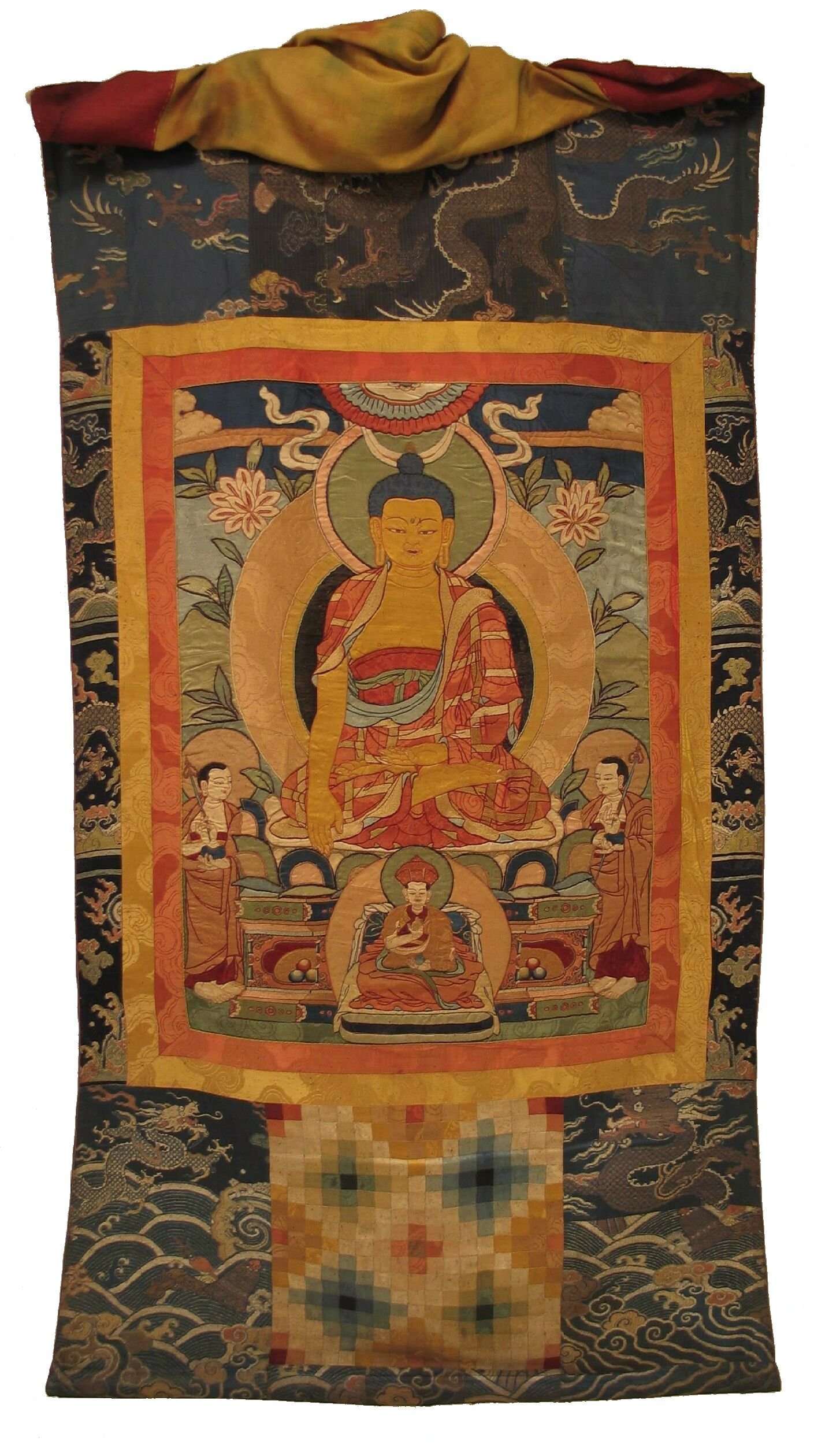
15世紀以降の典型的な形式のタンカ。ただしこれはアップリケで作られている。19世紀にブータンで描かれたもの。画題はブータンで信仰されているドゥクパ・カギュ。

### 基本構造
15世紀以降のタンカは、構造がほぼ定まっている。紺や黒の表装（下地）の上に別途描いておいた絵を縫い付け、絵の枠として外側が黄、内側が赤の布を縫い付けるのが一般的である。絵の直下に縫い付けられた布は窓と呼ばれ、特に豪華なものが使われる。表装の上下には軸木が付いており、運搬時に巻き取れるようになっている:11。軸木の両端には銀か銅の軸先が付けられる:V。表装の上部には包布が付けられており、運搬時や非拝観時にタンカの前面に垂らして絵を保護することができる。包布には拝観時の巻き上げに便利なように風抑えと呼ばれる紐が付けられている。ただしこれは原則であり、絵の内容ほど厳密に決められたものではない。15世紀以前のタンカは必ずしもこの形にはなっていない:11。
顔料の成分は、白は白土、赤は辰砂、オレンジは鉛丹、黄は雄黄、緑は孔雀石、青は藍銅鉱、茶は弁柄、金は黄金など鉱石から作った塗料が使われる。ただしチベット動乱以降には化学塗料が使われることも多い:10。

### 製法

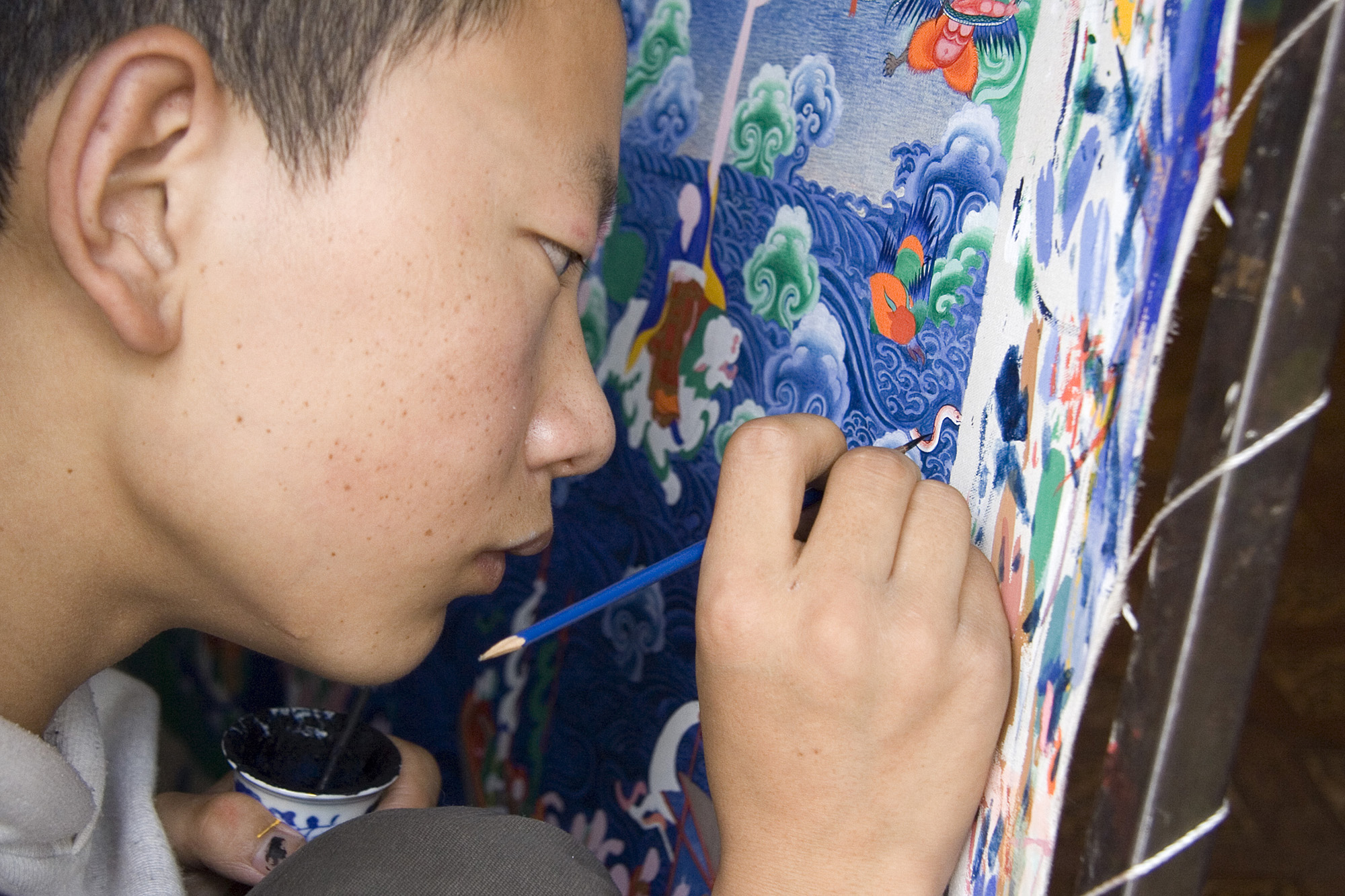
彩色作業

絵は顔料で描かれることが多い。その他、織物、刺繍、アップリケ、木版画で描かれることもある:8。
顔料で描く場合、下地には布が使われる。無地の綿布を使うのが普通:8。この布の上に白土と膠を混ぜたものを塗り込み、表面を平滑にしてから絵を描く。この処理は顔料の剥離を防ぐためである:8。

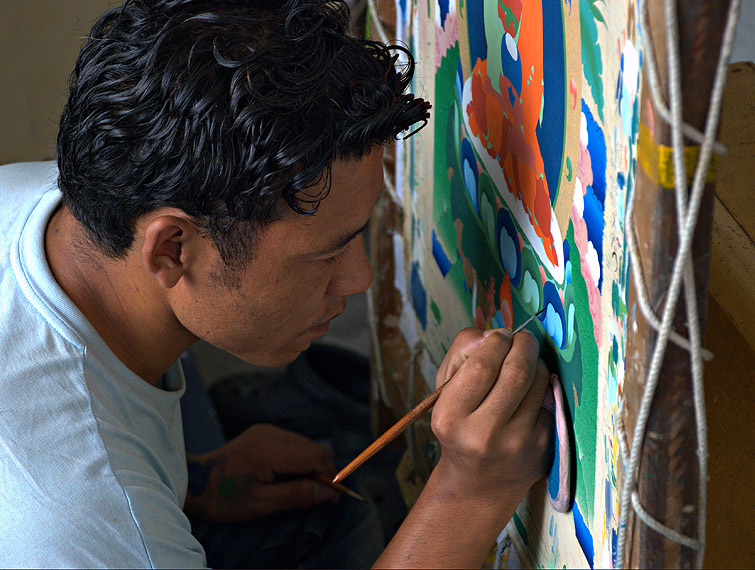
輪郭線を書く作業

絵は、まず下絵が描かれる。チベット絵画では、特定人物の手足の長さの比率や、人物同士の位置関係などが幾何学的に正確に決められていることが多く、この下絵は補助線などを多数用いて慎重に描かれる。下絵は後の彩色で見えなくなるが、古くなった絵画では顔料が剥がれて下絵が見えることもある。次に彩色が行われる。絵の具は、顔料を膠で溶いたものである。彩色した上から輪郭線を書き、完成する。眼の部分は開眼法要の際に書く:10-13。開眼法要は吉日である新月か満月で行われる:V。
多人数で作業を分担する場合、主要人物や特にその顔は師匠、その他の部分を弟子が分担することが多い。彩色が終わると、表装（下地）に縫い付けられる:10-13。

## 画題
タンカを初めとするチベットの仏教画は、仏教理論に基づいて題材、構成と幾何学的配置が決められる。仏教画は仏教と共に7世紀頃にインドから伝わったものと考えられ:8、初期の作品は必ずしも現代のチベット美術様式と一致しないが、現存するチベットのタンカのほとんどは14～15世紀以降の作であり:35、チベットの仏教画は15世紀に一応の完成を見せているため:41、結果として現存するほとんどの仏教画が現代のチベット美術様式とほぼ一致している。
タンカの起源ははっきりしない。タンカの起源と思われる絵画のほとんどは失われてしまっているが、8世紀末から9世紀半ばまでチベット民族の吐蕃に支配されていた敦煌からチベット仏教に関する絵画がいくつか見つかっており、それがタンカの源流の一つと考えられている:9。
タンカは目的に応じ、曼荼羅、ツォクシン、その他の形で描かれる:74。その他の形としては、ラマなどの偉人、仏陀など仏教上の神や人物、仏法について描かれることが多い:IV。チベット医学の解説もタンカで残されている:75。
曼荼羅は幾何学模様の中に人物や物体を描いた絵で、描かれた物に想や行など仏教の抽象的概念を意味付けしたものである。ツォクシンは中心人物とその関連人物との関係を樹木のように並べて描いたものである。その他の絵の多くは、中心に主題となる人物を書いたもので、その周りに関連する人物やその人物にまつわる物語などが書かれることもある。
チベットの仏教画製作は、15世紀に無名の職人から名のある画家によるものへと代わっていき、形式も時代が下ると共に厳密化していった。

タンカの構成の例
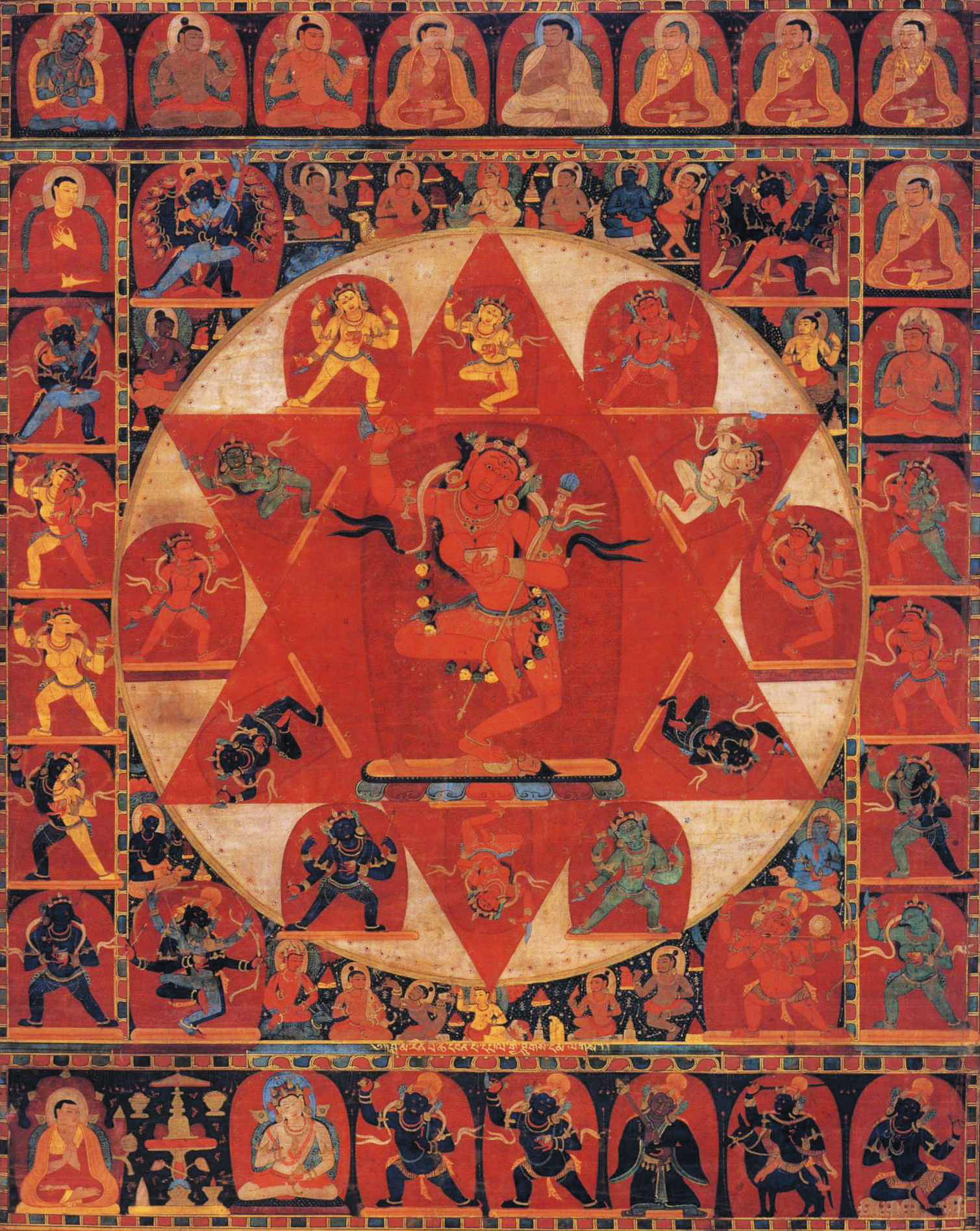
曼荼羅の例
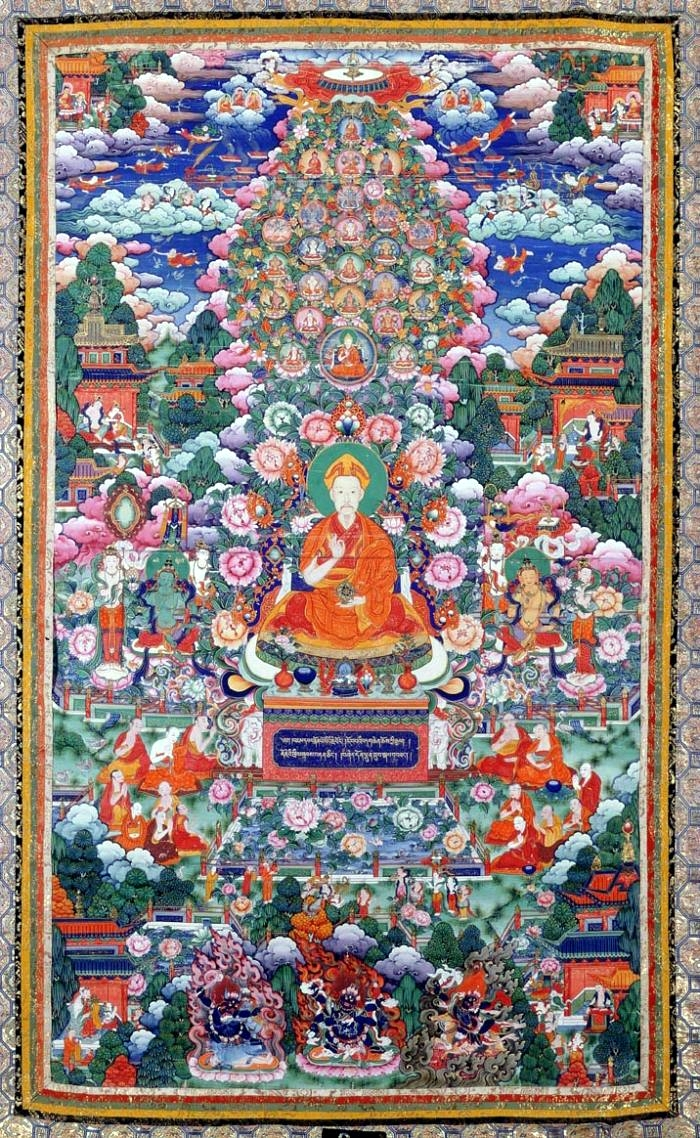
ツォクシンの例

### 曼荼羅
曼荼羅は仏教の聖典であるタントラに基づいて描かれる幾何学模様である:55。
時輪曼荼羅（カーラチャクラ曼荼羅）
時輪曼荼羅は時輪タントラに基づいて描かれる曼荼羅である。最中央に八葉蓮華（花弁が8枚のハス）が置かれ、その周りを凸型模様を組み込んだ四角形に3重に囲まれている。それぞれの凸模様の外側には3階建ての建物が描かれており、これは門である。つまり四角形は壁である。最中央に到達するには3つの門をくぐる必要がある。門の建物の中に菩薩や忿怒尊などが描かれる。最外壁の周りは4重の円で囲まれている。内側から地（下の図例では黄色）、水（波模様）、火（赤）、風（黒）を表す。つまり地水火風である。火風の輪にまたがって、八大尸林（8つの墓場である暴虐、骨鎖、金剛炎、密叢、吉祥、幽暗、啾啾、狂笑）が書かれる（絵の場合もあるが、下の図例では文字）。尸林と尸林の間には法輪や蓮華が描かれる。地水火風の輪の外側には金剛杵の輪、その外側には炎の輪が描かれる:122。
薬師曼荼羅
中心に薬師瑠璃光如来本願功徳経の経本が置かれており、その周りに八仏薬師が置かれ、その周りに16大菩薩、さらにその周りに24の護法尊などが置かれる。四つの門は四天王が護っている。最上部の9人は祖師（教祖）、尊師（重要な僧）などである:126。
法身普賢曼荼羅
中央の四角の周りを5つの四角が取り囲んでいる。つまり6つの小曼荼羅を内包したものであり、六族平等を説く一切仏相応瑜伽タントラに基づいたものである。小曼荼羅に中央の人物と周りに8人の人物が描かれている。8人の人物の箇所には聖瓶が描かれることもある:91。
ヴァジラヴァーラーヒー曼荼羅
ヴァジラヴァーラーヒーはヘーヴァジラの妃であり、ヒンドゥー教の神でもある。中央の人物がヴァジラヴァーラーヒーであり、2重の三角形が組み合わされ、その周りを円で囲んでいる:95。

曼荼羅のタンカの例
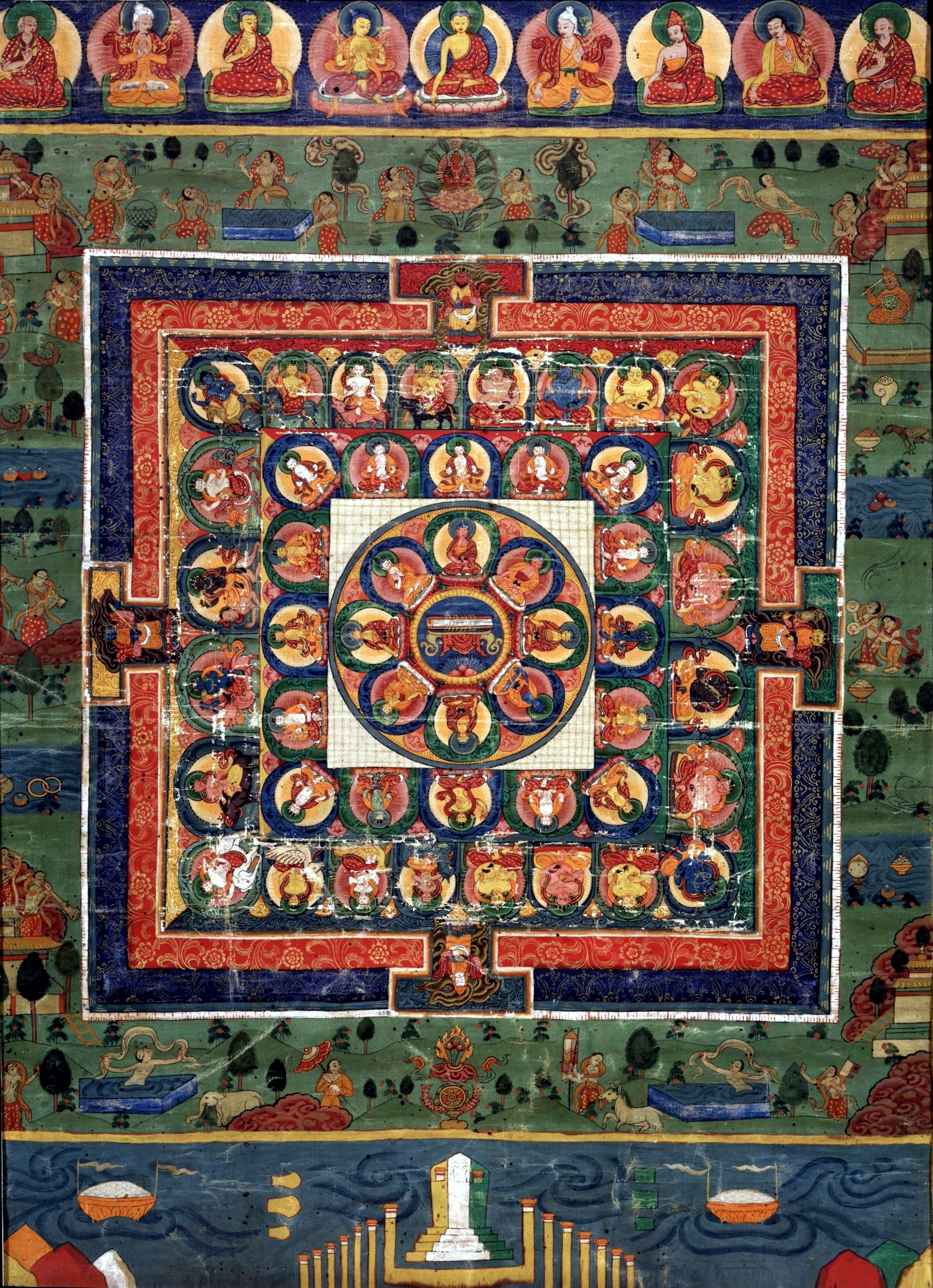
薬師曼荼羅。19世紀の作。ルビン美術館（英語版）蔵。
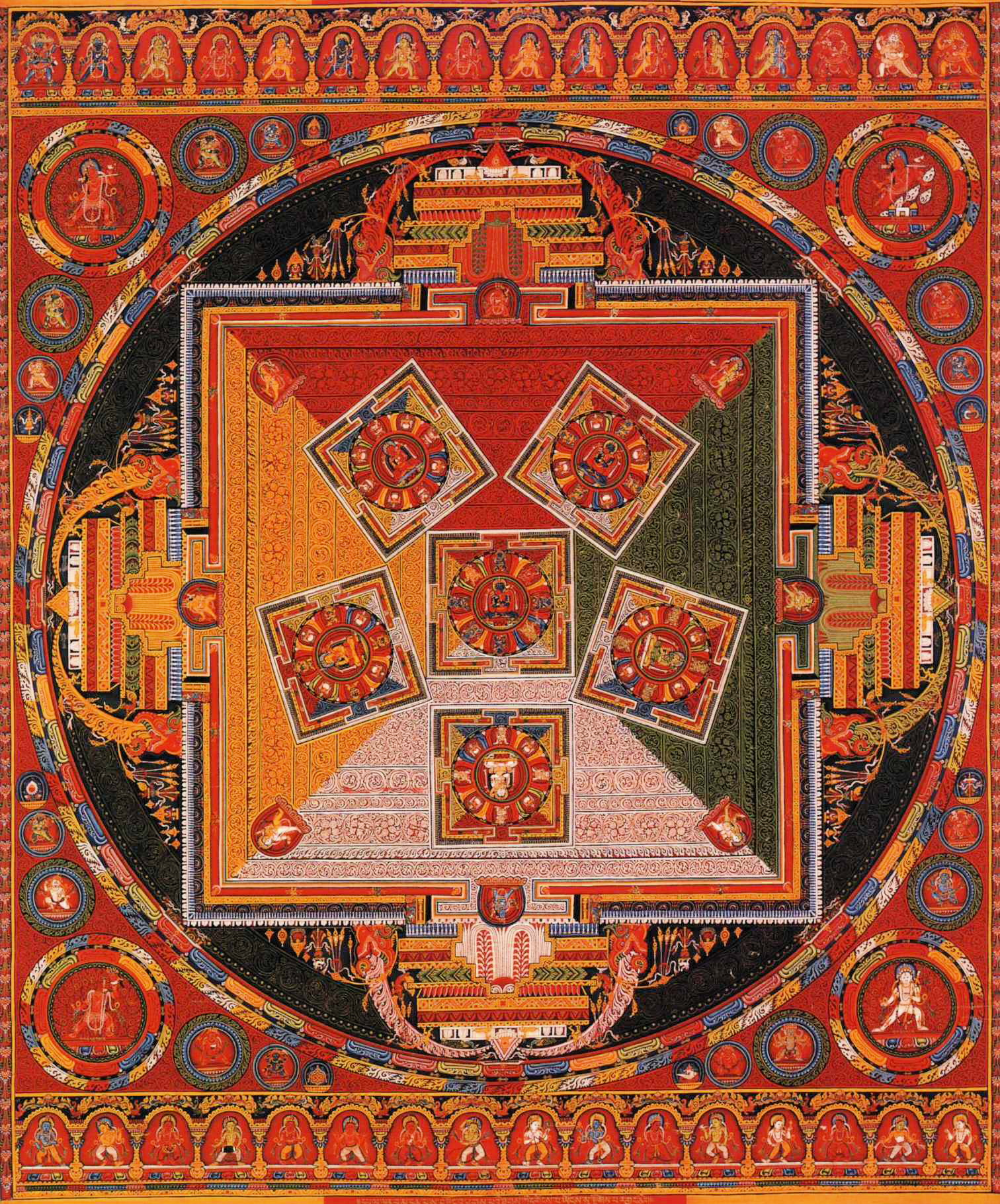
法身普賢曼荼羅
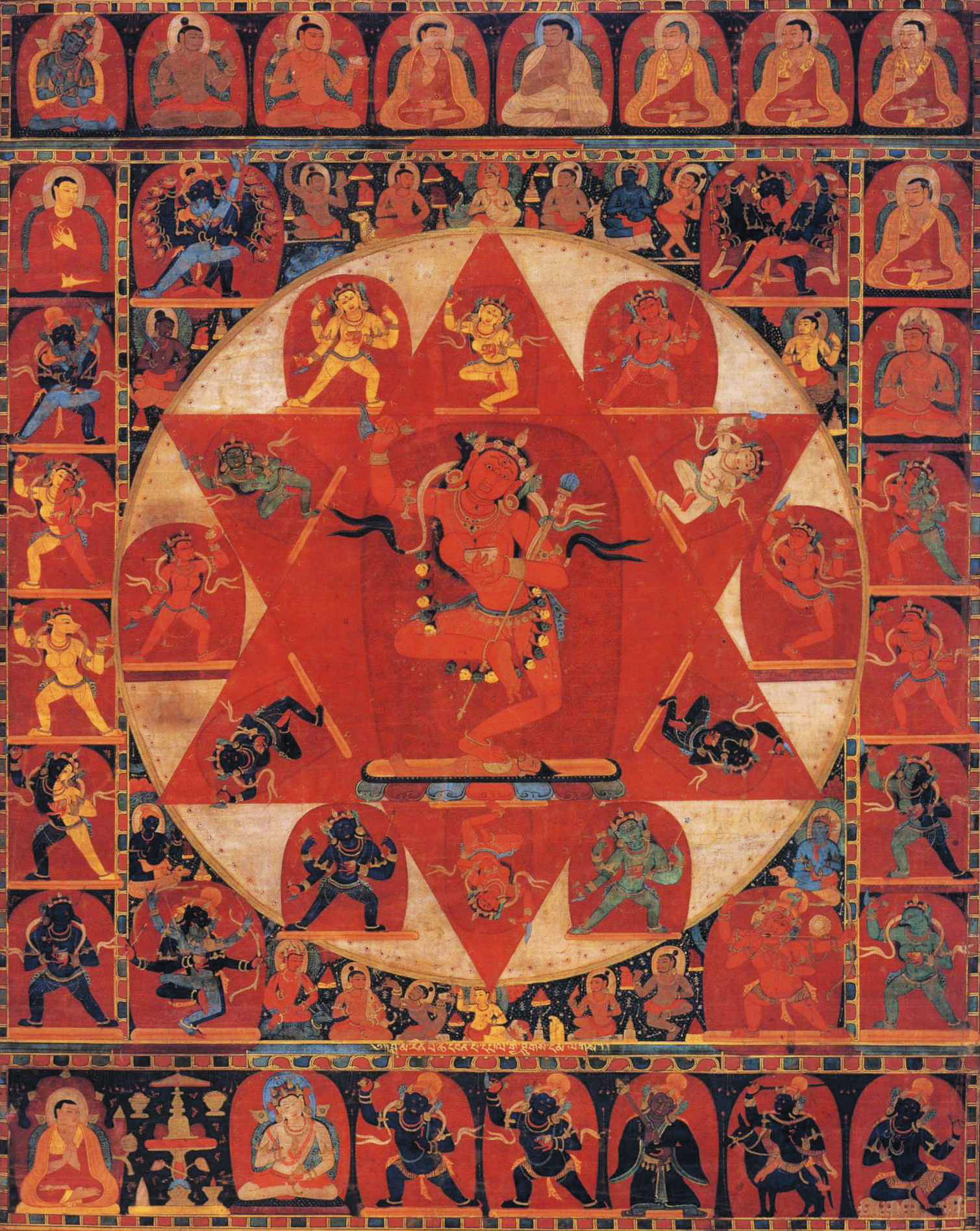
ヴァジラヴァーラーヒー曼荼羅

### 人物画など
何人分かのタンカがセットになっていることもある。人物が正面を向いていない場合にはセットの可能性が高い。ただしチベット動乱がらみで逸散したり、軸装の付け替えでセットの組み合わせが分からなくなったりしているものも多い。
如来
尊格（人物）によって印相や持ち物が厳格に定められている:74。
祖師
宗派の開祖や主要な僧を描いたもの。手足の寸法や持ち物が厳格に定められている。周りには関連する尊格（人物）や、生涯の重要な場面を現した簡単な伝記などが描かれている:86。
女性尊
チベットでは観音菩薩の女性の化身ターラー菩薩の信仰が強く、特に緑ターラーと白ターラーが多い:100。
守護尊、護法尊
チベットの守護尊、護法尊は日本などの明王に相当する。図鑑などでは男女が抱擁している図が多く見られるが、実際の寺院などでは抱擁図は灌頂を受けた者のみが閲覧を許され、本来は一般人は見ることができない絵である:16。

人物画などの例
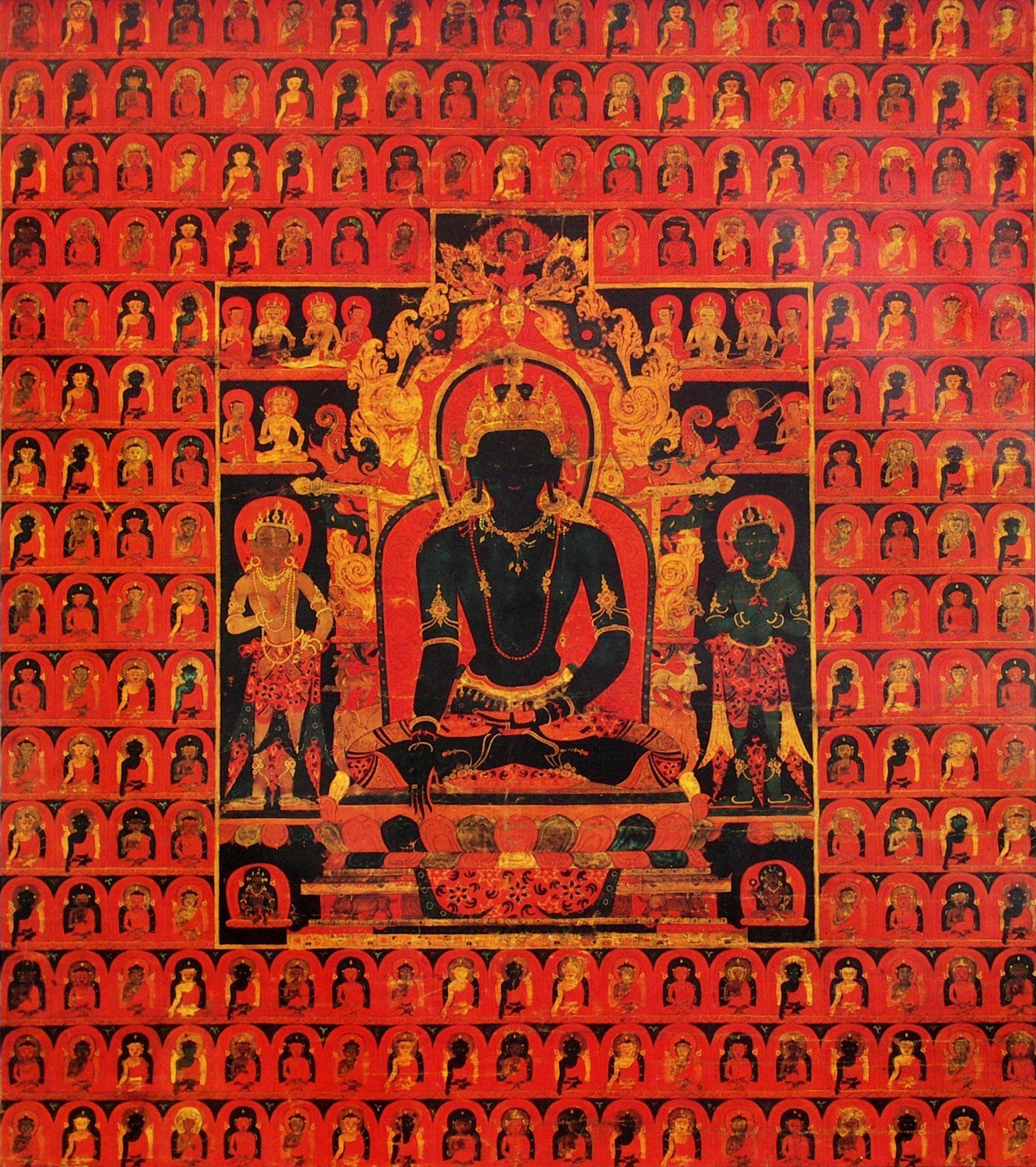
如来。13世紀後半に描かれた阿閦如来。ホノルル美術館蔵。
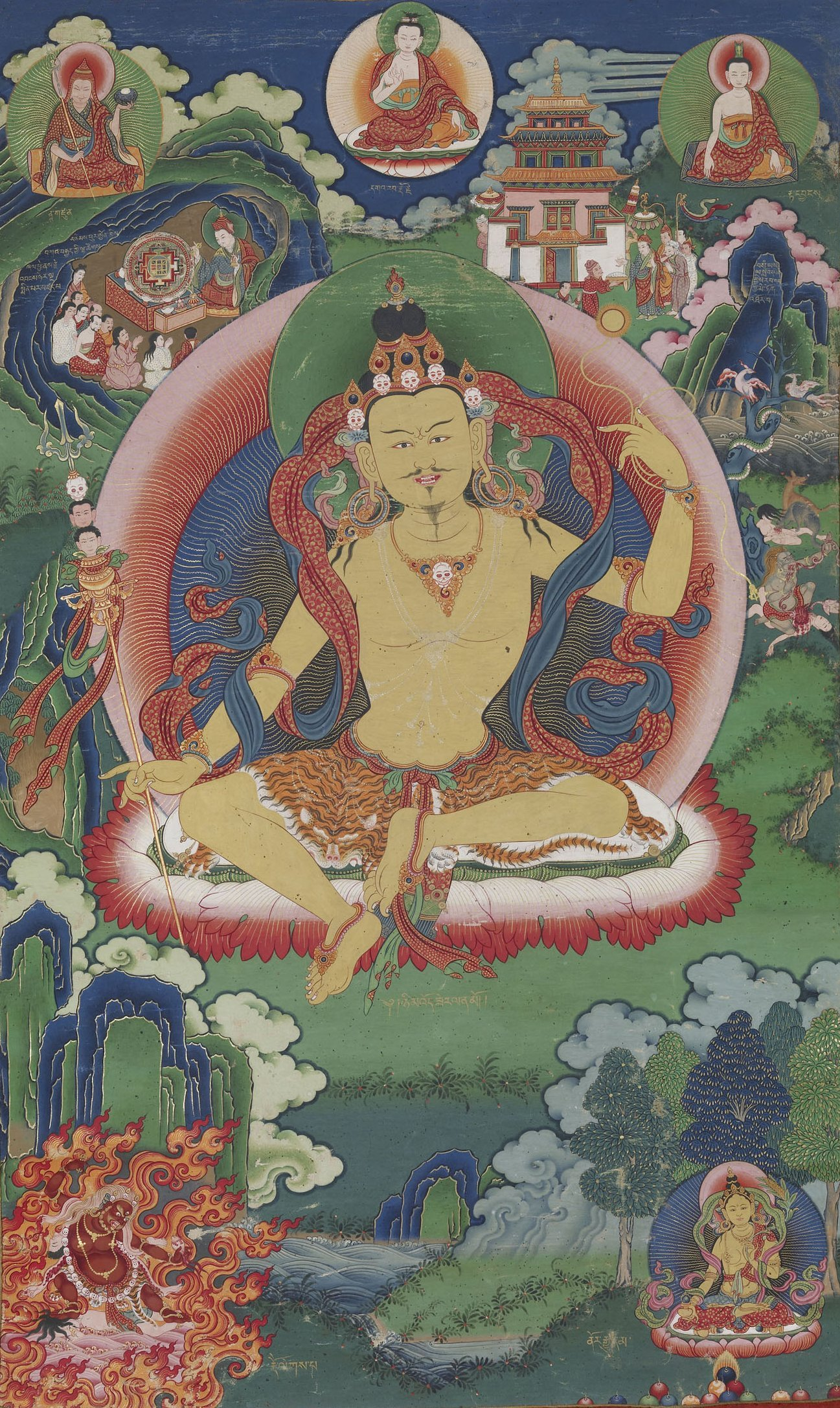
祖師。ニンマ派の創始者パドマサンバヴァ。19世紀末にブータンで描かれたもの。
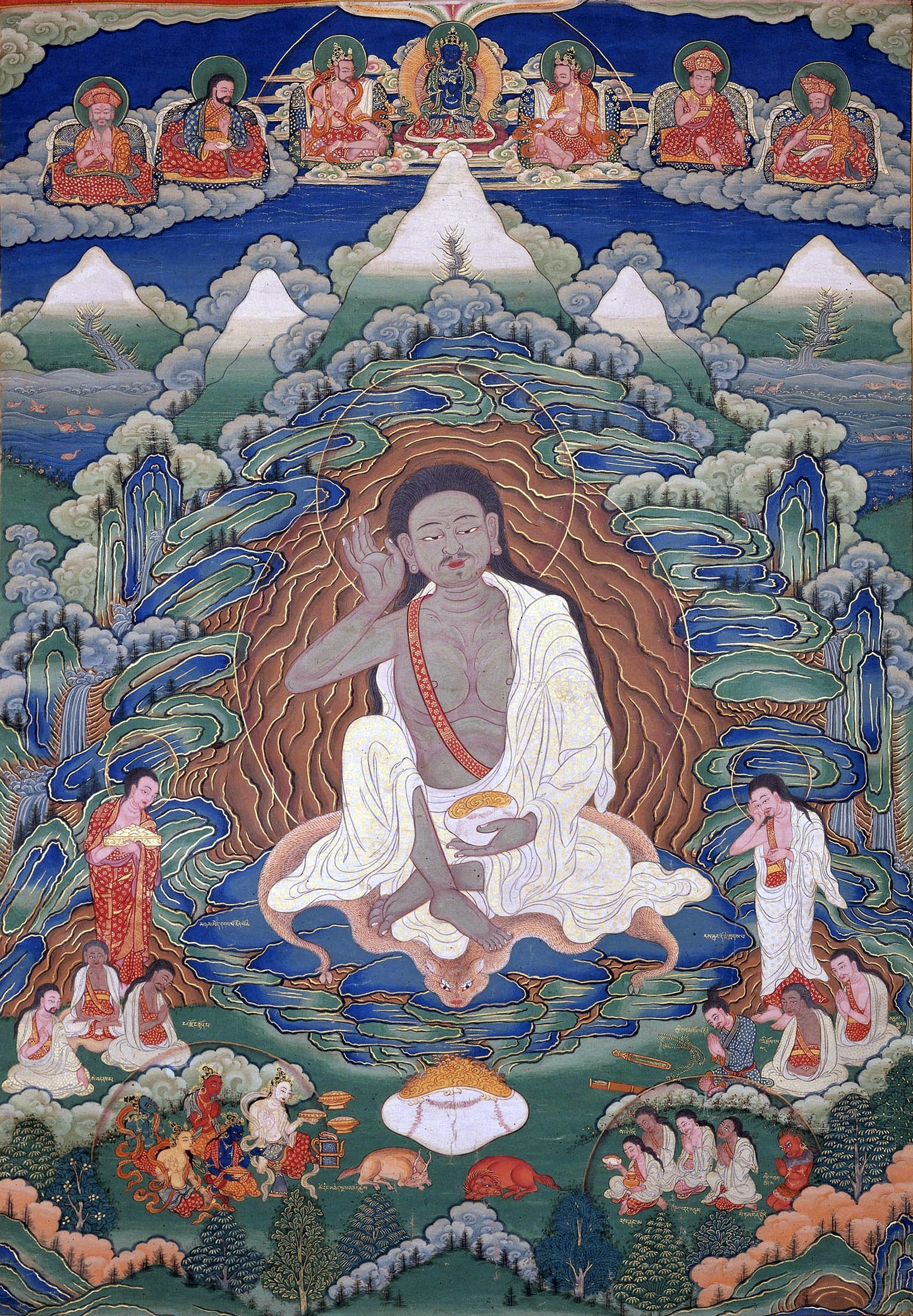
祖師。カギュ派の創始者ミラレパ。19世紀の終わりか20世紀の始め頃ブータンで描かれたもの。
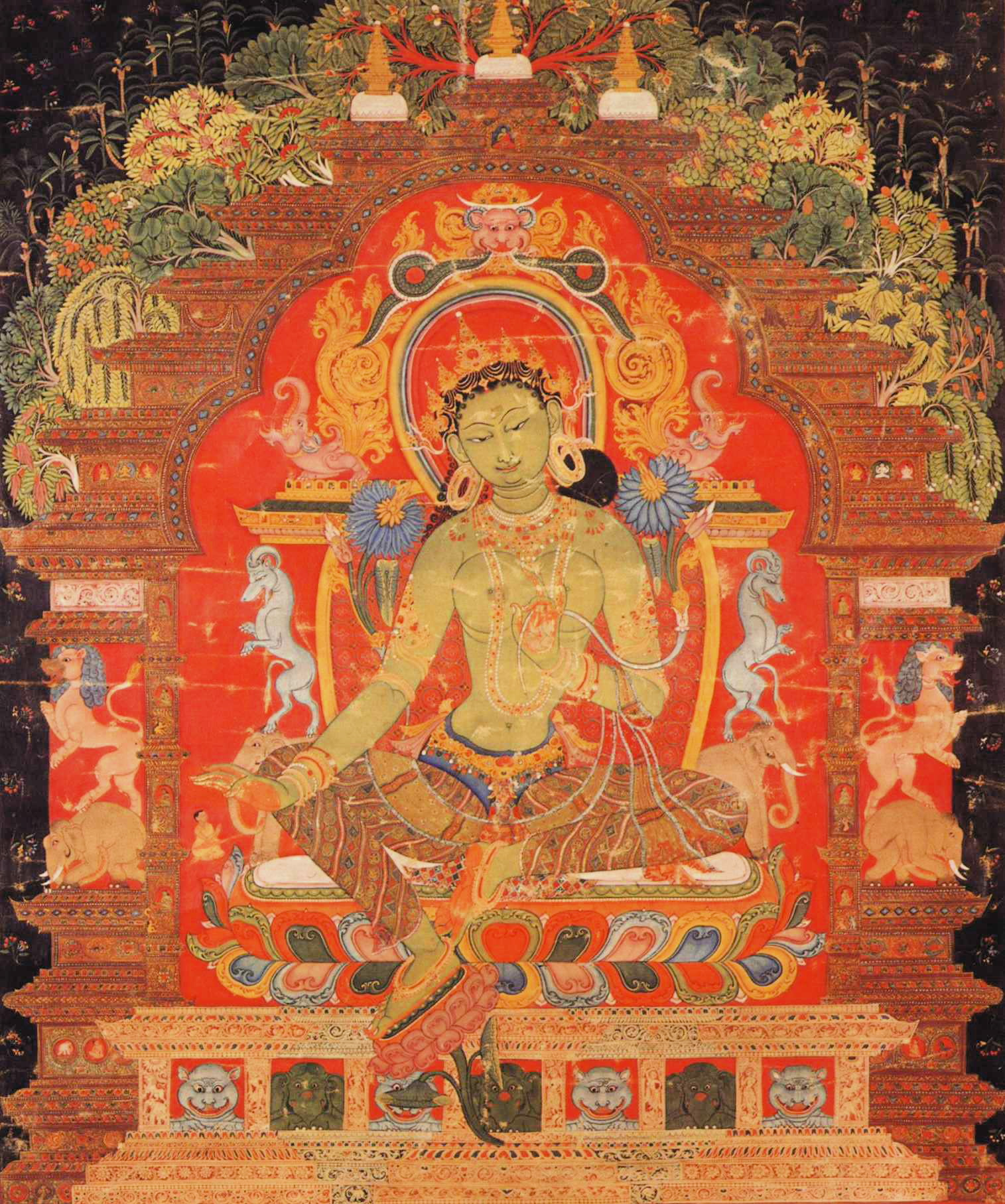
女性尊。13世紀に描かれた緑ターラー。
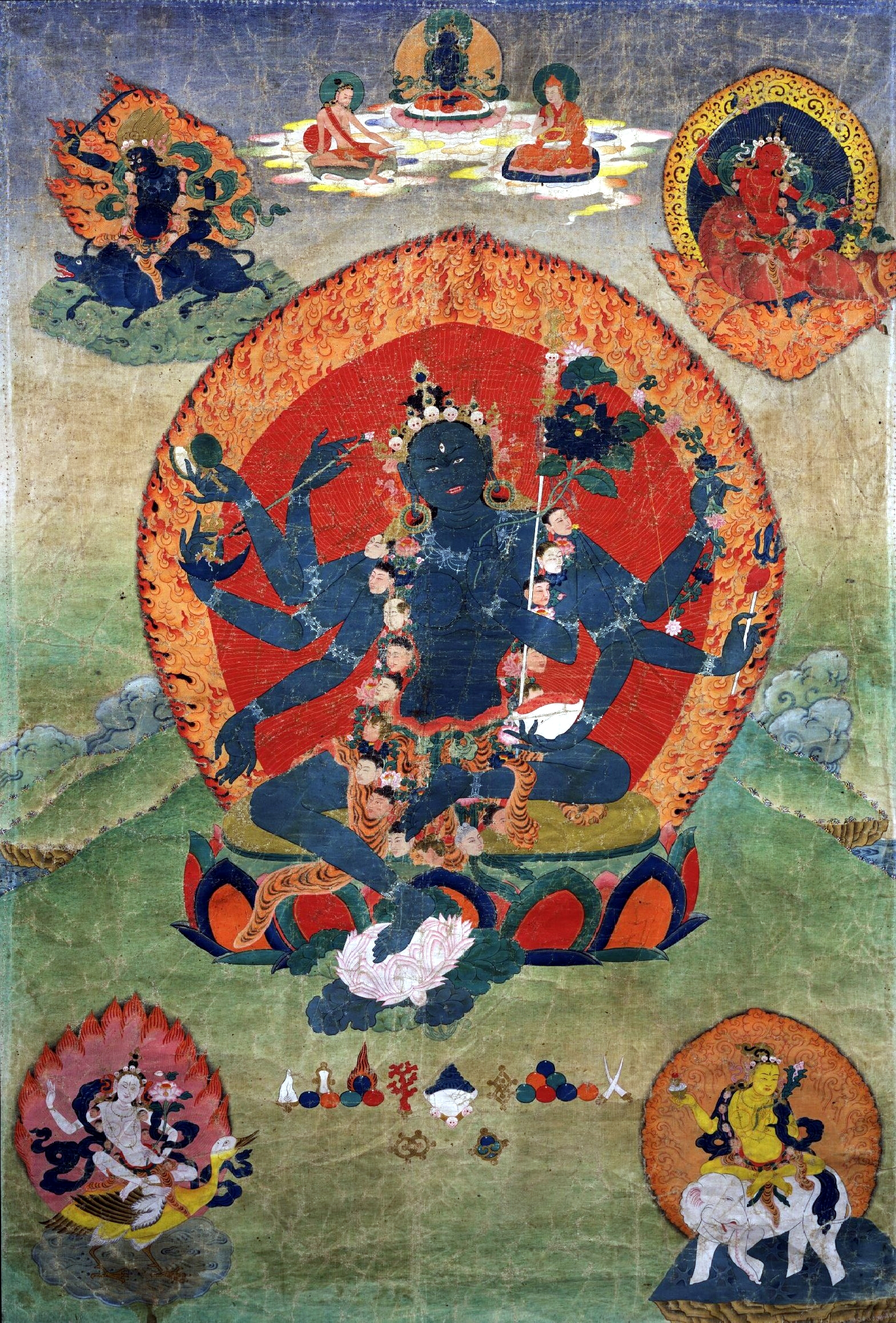
女性尊。緑ターラー。18世紀に東チベットで描かれたタンカ。周りに青、赤、白、黄のターラーも描かれている。ルビン美術館蔵。
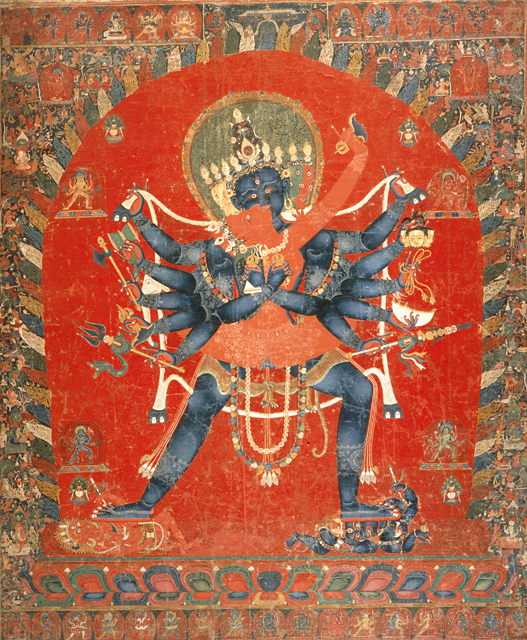
守護尊。コルロデムチョク（サンスクリット尊名チャクラサンヴァラ）が妃であるドルジェパクモ（同ヴァジュラヴァーラーヒー）を抱擁している。

### 仏教伝承

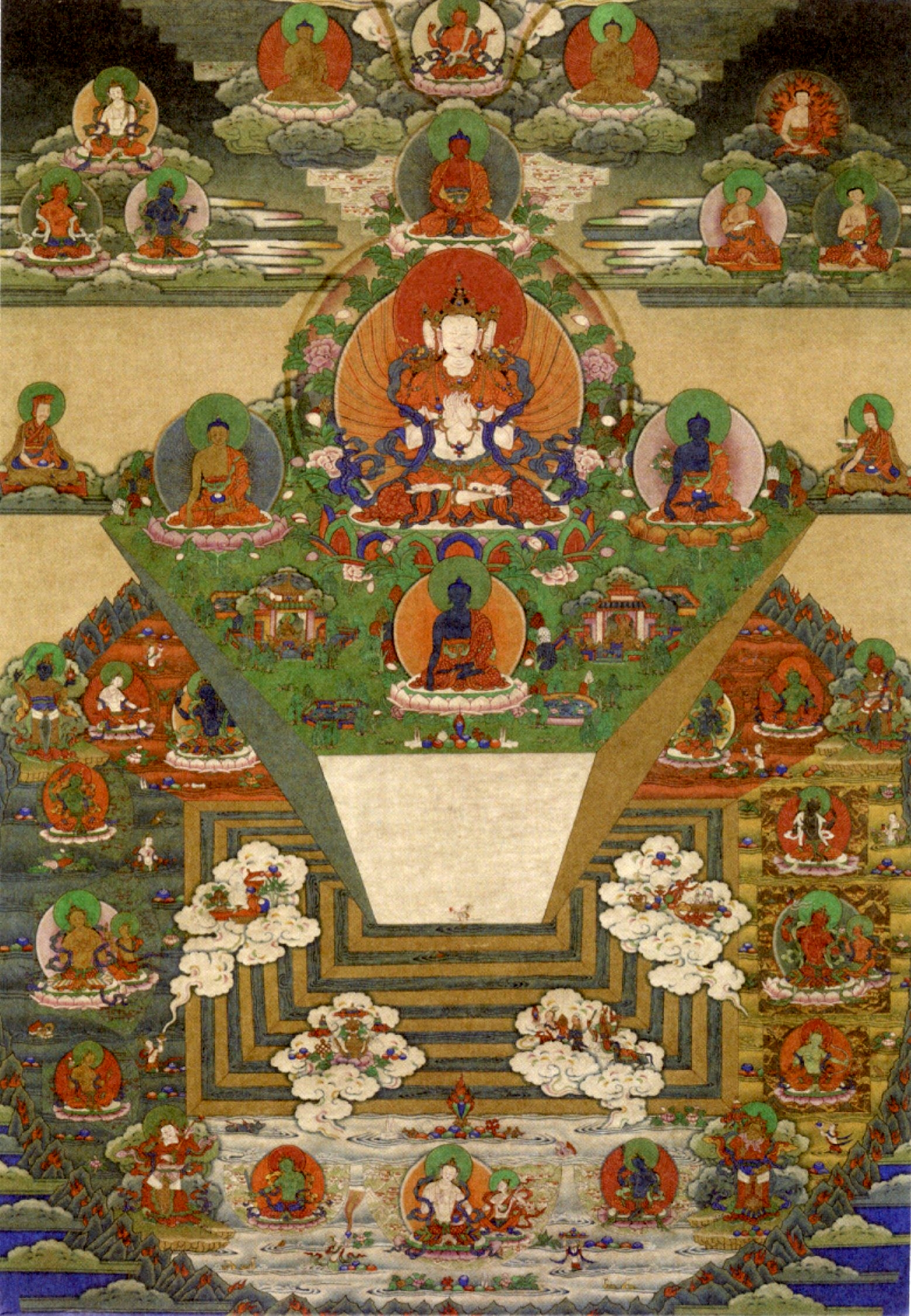
須弥山。19世紀にブータンで描かれたもの。
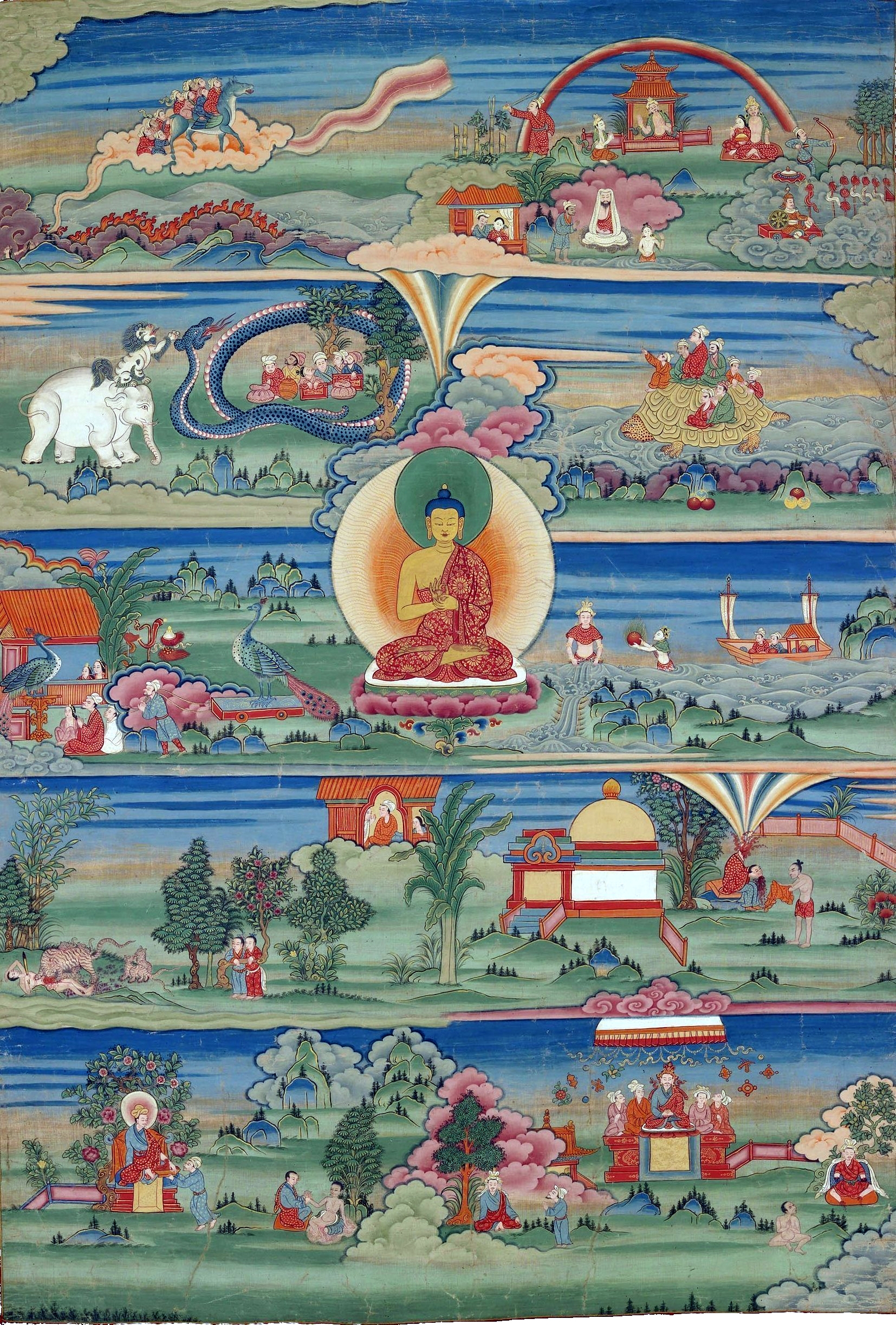
ジャータカ。18世紀から19世紀にブータンで描かれたもの。

### 四部医典タンカ全集
チベット医学の解説のために描かれたタンカもある。チベット医学は8世紀にユトク・ニンマ・ユンテングンポが書いた『四部医典』に纏められ、その写本を作る際にその時々の知見が加えられていった。17世紀末にダライ・ラマ5世の摂政サンゲー・ギャンツォが医薬学者と絵師を集め、注釈本『四部医典藍瑠璃』と解説画集『四部医典タンカ全集』を作成させた。『四部医典タンカ全集』は79幅のタンカからなる。その写本もいくつも作られ、現存するものはおそらくダライ・ラマ13世の時に作られたものである。現在は中華人民共和国政府（及びチベット自治区）が管理している:序文。
「薬王および薬王城」は『四部医典・根本タントラ』の当該箇所の解説画。中央の青肌の人物が薬王であり、その周りに釈迦の十大弟子らが囲み、4つの門を四天王が護っている。周りは東西南北4つに区切られており、各地から得られる薬草や動物が描かれている:59-62。
「人体の生理と病理」は『四部医典・根本タントラ』の当該箇所の解説画。人体の仕組みを樹木に例えている。左の幹が「人体の生理」で、左下が「生理の要素」（例えば黄色い葉の一番下は「視覚」、その左上は「皮膚」）、その上が「人体の構成要素」（血液、骨、脂肪など）、その上が排泄物（糞、尿、汗）、その上が「健康が信仰と富をもたらす」、その上が「長寿が安楽をもたらす」ことを意味している。右の幹が「人体の病理」で、疾病の根源（貪欲など）、原因（飲食など）、発病場所（皮膚など）、症状と根源の関係、年齢や季節との関係、合併症状などを解説する:59-70。
「疾病の診断」は『四部医典・根本タントラ』の当該箇所の解説画。左の幹が舌と尿の見方、中央の幹が脈の見方、右の幹が問診の仕方を解説する:73-78。
「疾病の治療」は『四部医典・根本タントラ』の当該箇所の解説画。左端の幹で食事療法、その隣の幹で療養場所と行動、その隣の幹で薬物、右端の幹でマッサージや冷水浴などを解説する:79-86。
「人体の連接脈」は『四部医典藍瑠璃』の「論説タントラ藍瑠璃」の解説画。人体の主な連接脈は皮と肉に120本、骨と髄に120本、臓と腑に120本存在し、その1本1本が700本の枝に分かれているとされる。このタンカは皮と肉、骨と髄、臓と腑の連接脈を解説している:115。

四部医典タンカ全集の一部
薬王および薬王城。
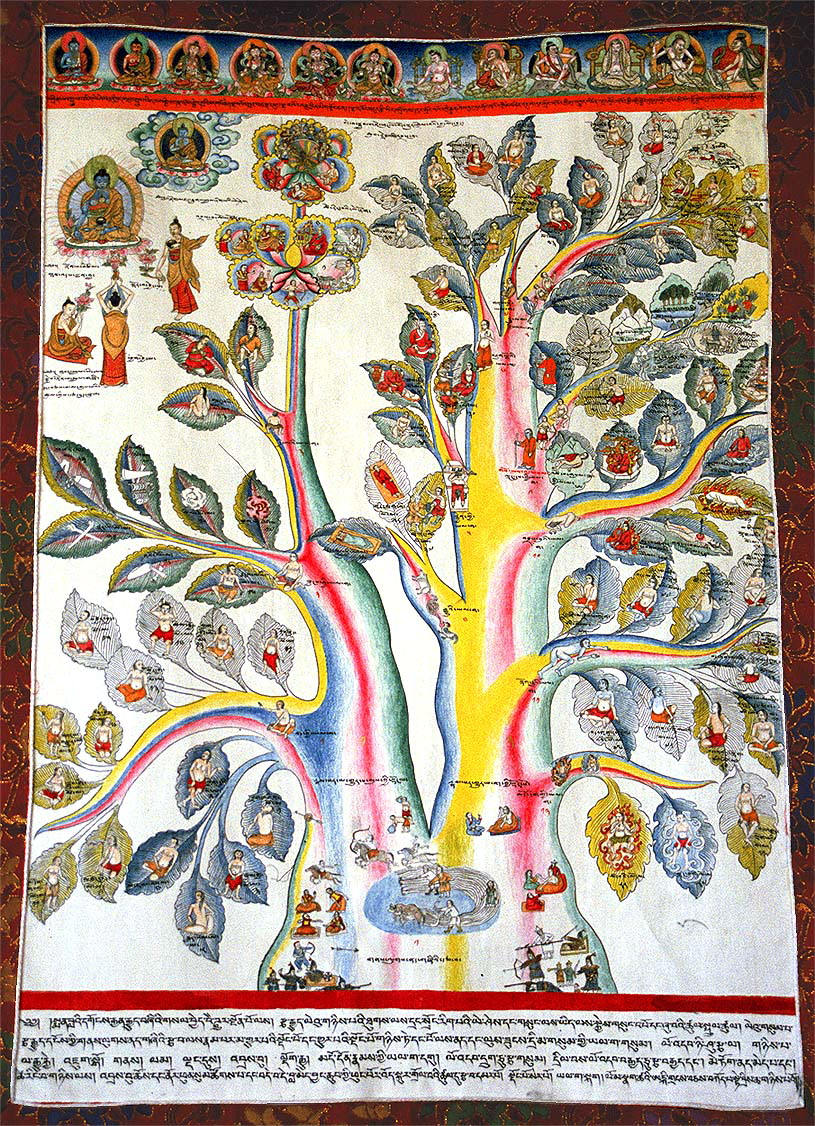
人体の生理と病理。
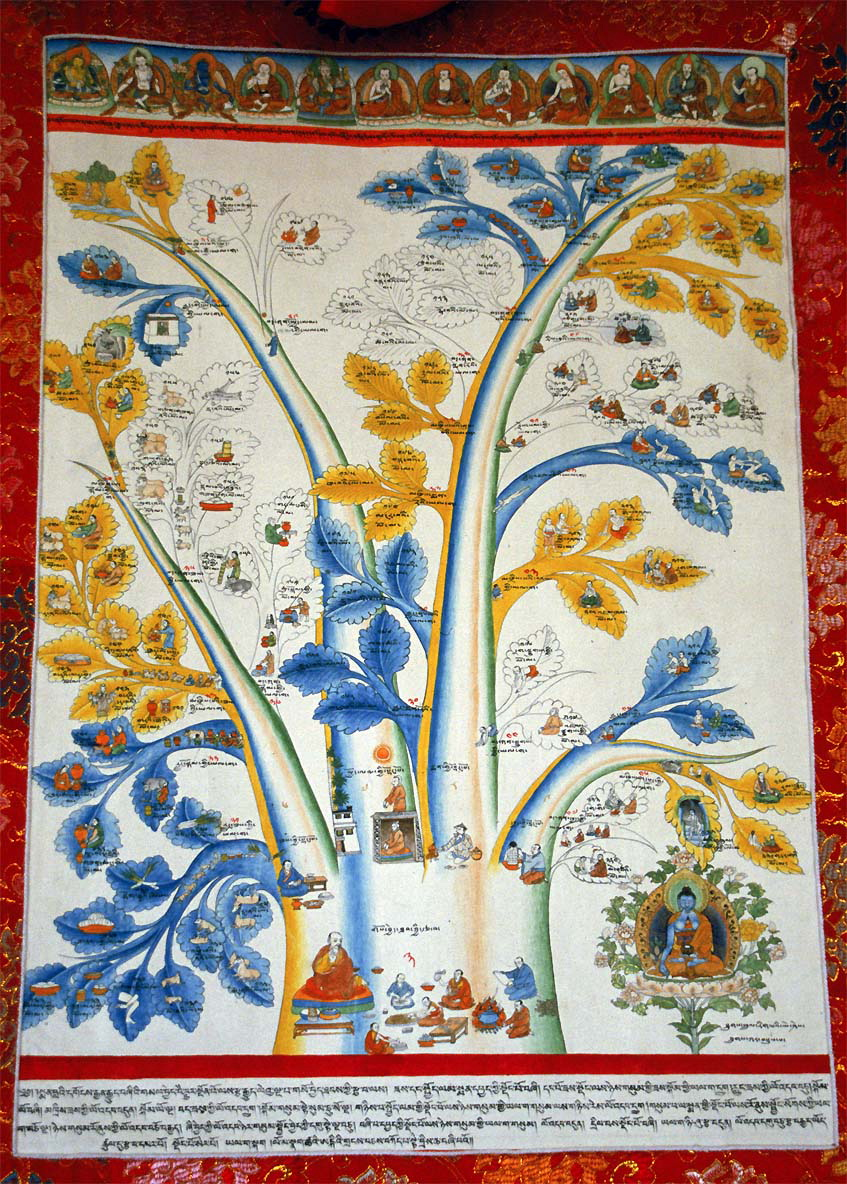
疾病の治療。
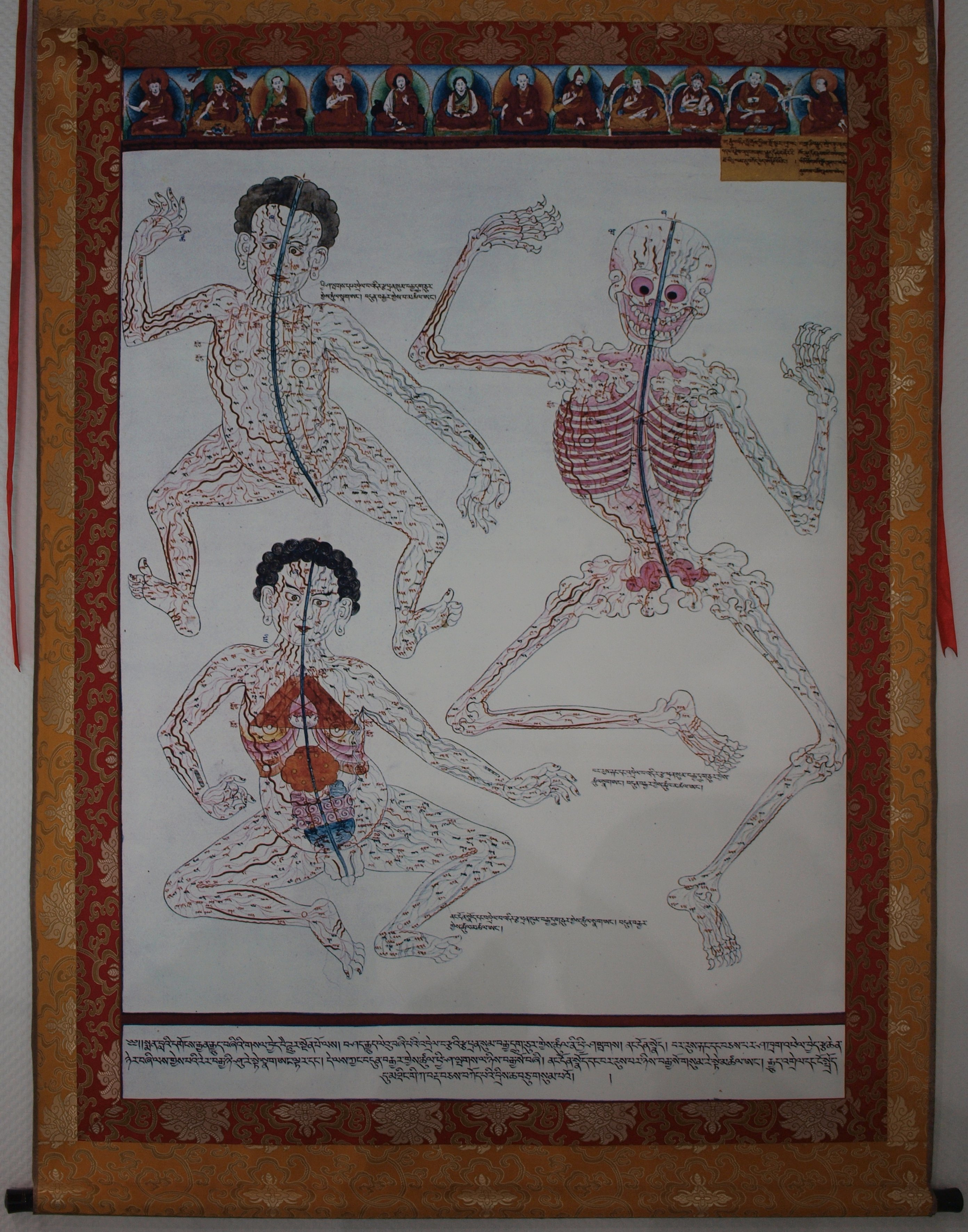
人体の連接脈。

### 特殊な例

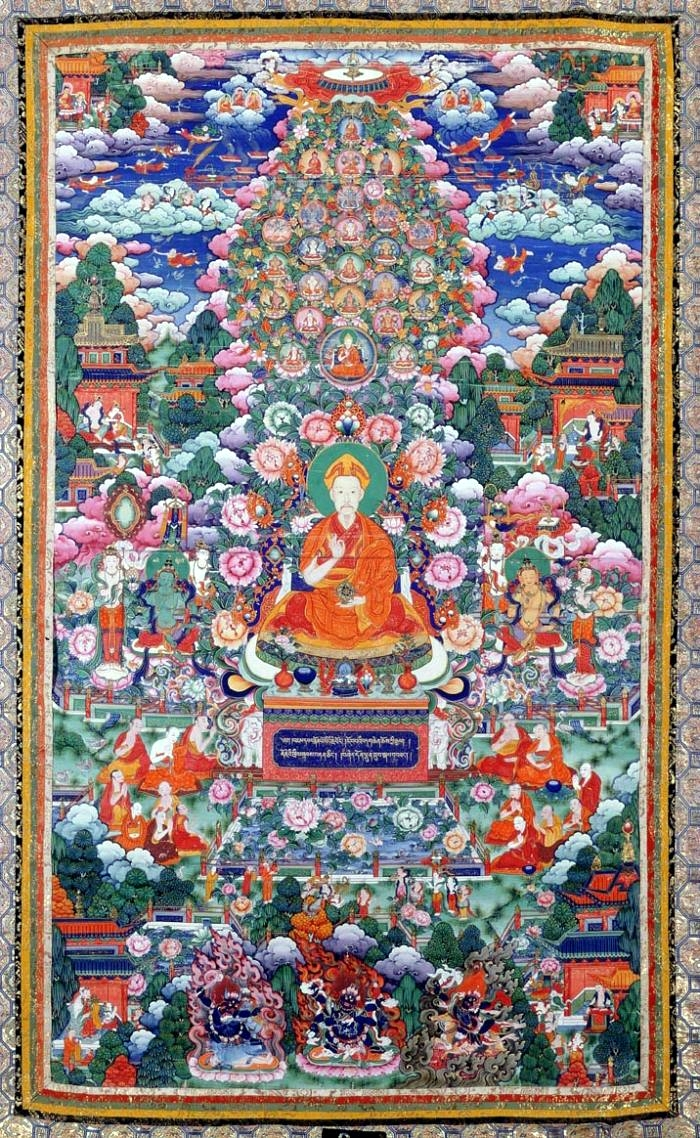
乾隆帝は自身を中心に置いたツォクシンのタンカを作らせた

清の乾隆帝は清の建国以来の国家事業であるモンゴル族の懐柔に積極的に取り組んでおり、その一環としてモンゴル族が信奉するチベット仏教の支配を試みている。その一環として、乾隆帝はツォクシンのタンカを作らせ、その中心には普通であればチベット仏教の重要人物などを置くところ、自分を中心に描かせている。タンカに書かれたチベット語の解説によると、ここでの乾隆帝は文殊菩薩の化身である。中国文学者の中野美代子は、絵の大半はチベット人絵師が、乾隆帝の顔の部分だけはジュゼッペ・カスティリオーネの作と考察している。